# Арлекін строкатий
Арлекін строкатий (Atelopus varius) — вид земноводних з роду Ропуха-арлекін родини Ропухові.

## Опис
Загальна довжина досягає 5,2 см. Статевий диморфізм виражено у розмірі морди: у самців вона довша, ніж у самиць. Голова помірно широка. Тулуб стрункий. Шкіра гладенька. Передні кінцівки довгі. Пальці мають різну довжину. Забарвлення спини складається великих чорних, жовтих і червоних плям. Черево жовтого кольору.

## Спосіб життя
Полюбляє вологі тропічні ліси, ущелини у гірських місцинах, багаті водою болотисті місцини. Зустрічається на висоті 1800–2000 м над рівнем моря. Веде наземний спосіб життя, неохоче йде у воду. Поганий плавець. Активний вдень. Цей вид не стрибає. Живиться комахами та членистоногими.
Парування починається із середини серпня до початку грудня. Самиця відкладає яйця на початку сухого сезону.

## Розповсюдження
Мешкає у Коста-Риці та Панамі.